# Bothkamp
Bothkamp – gmina w Niemczech, w kraju związkowym Szlezwik-Holsztyn, w powiecie Plön, wchodzi w skład urzędu Preetz-Land.